# Kępsko
Kępsko [pronunciación en polaco: /ˈkɛmpskɔ/] (en alemán Mühlenkamp) es un pueblo en el distrito administrativo de Gmina Bobolice, dentro del Distrito de Koszalin, Voivodato de Pomerania Occidental, en el noroeste de Polonia. Se encuentra aproximadamente 10 kilómetros al noreste de Bobolice, 41 kilómetros al sudeste de Koszalin, y 155 kilómetros al noreste de la capital regional, Szczecin.
El pueblo tiene una población de 40 habitantes.